# Associazione Sportiva Ischia Isolaverde 1989-1990
Questa voce raccoglie le informazioni riguardanti l'Ischia Isolaverde nelle competizioni ufficiali della stagione 1989-1990.

## Stagione
Nel 1989-1990 l'Ischia Isolaverde prese parte al suo terzo campionato di Serie C1 piazzandosi al 18º posto e venendo retrocessa in Serie C2 dopo un campionato fallimentare, con appena due vittorie conquistate e ben diciotto sconfitte. Nel mese di febbraio del 1990 la società venne rilevata da Bruno Basentini che successe a Roberto Fiore.

## Divise e sponsor
Lo sponsor tecnico per la stagione 1989-1990 è Devis, mentre lo sponsor ufficiale è Parmacotto

## Organigramma societario
Area direttiva
- Presidente: Bruno Basentini

Area tecnica
- Allenatore: Gennaro Rambone, poi Vincenzo Rispoli

## Rosa
| N. |                   | Ruolo | Calciatore                       |
| -- | ----------------- | ----- | -------------------------------- |
|    | Italia (bandiera) | P     | Antonio Efficie                  |
|    | Italia (bandiera) | P     | Giacomo Guida                    |
|    | Italia (bandiera) | D     | Emilio Affuso                    |
|    | Italia (bandiera) | D     | Raffaele Barrella                |
|    | Italia (bandiera) | D     | Angelo Cracchiolo                |
|    | Italia (bandiera) | D     | Clemente De Siato                |
|    | Italia (bandiera) | D     | Francesco Impagliazzo (capitano) |
|    | Italia (bandiera) | D     | Angelo Pace                      |
|    | Italia (bandiera) | D     | Alberto Ruvo                     |
|    | Italia (bandiera) | D     | Andrea Veronici                  |
|    | Italia (bandiera) | C     | Renato Acone                     |
|    | Italia (bandiera) | C     | Pasquale Casale                  |
|    | Italia (bandiera) | C     | Maurizio Croce                   |

| N. |                   | Ruolo | Calciatore            |
| -- | ----------------- | ----- | --------------------- |
|    | Italia (bandiera) | C     | Ercole Di Baia        |
|    | Italia (bandiera) | C     | Vittorio Di Maio      |
|    | Italia (bandiera) | C     | Vincenzo Fusco        |
|    | Italia (bandiera) | C     | Giovanni Martusciello |
|    | Italia (bandiera) | C     | Giuseppe Monti        |
|    | Italia (bandiera) | C     | Pietro Puzone         |
|    | Italia (bandiera) | C     | Luciano Riccio        |
|    | Italia (bandiera) | C     | Enrico Turcheschi     |
|    | Italia (bandiera) | A     | Fabrizio Fabris       |
|    | Italia (bandiera) | A     | Antonio Silvitelli    |
|    | Italia (bandiera) | A     | Davide Tappi          |
|    | Italia (bandiera) | A     | Giuseppe Venticinque  |

### Serie C1

#### Girone di andata
| Arbitro: | Collina (Bologna) |

|              |           |  |
| 21’ Doto (r) | Marcatori |  |

| Ischia 29 settembre 1989, ore 16:00 CEST 2ª giornata | Ischia Isolaverde      | 0 – 0 | Brindisi | Stadio Vincenzo Mazzella\| Arbitro: \| Rausa (Albano Laziale) \| |
| Arbitro:                                             | Rausa (Albano Laziale) |       |          |                                                                  |

| Arbitro: | Bernardini (Rovigo) |

|                      |           |                           |
| Tebi 39’ Biviano 75’ | Marcatori | 2’ Casale 74’ Impagliazzo |

| Arbitro: | Dinelli (Lucca) |

|           |           |                         |
| Fabris 8’ | Marcatori | 13’ Dondoni 84’ Limetti |

| Salerno 15 ottobre 1989, ore 16:00 CEST 5ª giornata | Salernitana | 0 – 0 | Ischia Isolaverde | Stadio Donato Vestuti\| Arbitro: \| Rocchi \| |
| Arbitro:                                            | Rocchi      |       |                   |                                               |

| Arbitro: | Salerno (Acireale) |

|                              |           |                      |
| Pace 10’ 90’ Impagliazzo (r) | Marcatori | 41’ Falconi 82’ Susi |

| Catania 29 ottobre 1989, ore 15:00 CEST 7ª giornata | Catania                 | 0 – 0 | Ischia Isolaverde | Stadio Cibali\| Arbitro: \| Introvigne (Conegliano) \| |
| Arbitro:                                            | Introvigne (Conegliano) |       |                   |                                                        |

| Arbitro: | Fiori (Ravenna) |

|                   |           |  |
| 36’ Ravanelli (r) | Marcatori |  |

| Arbitro: | Collina (Bologna) |

|                                |           |              |
| Casale 34’ 71’ Fusco, Pace 84’ | Marcatori | 36’ Brunetti |

| Arbitro: | Rocchi |

|                          |           |  |
| Cangini 83’ Cancelli 87’ | Marcatori |  |

| Ischia 26 novembre 1989, ore 14:30 CEST 11ª giornata | Ischia Isolaverde | 0 – 0 | Monopoli | Stadio Vincenzo Mazzella\| Arbitro: \| Scarcelli (Paola) \| |
| Arbitro:                                             | Scarcelli (Paola) |       |          |                                                             |

| Arbitro: | Rossi |

|            |           |                   |
| Casale 16’ | Marcatori | 65’ Sciarappa (r) |

| Perugia 10 dicembre 1989, ore 14:30 CEST 13ª giornata | Perugia                | 0 – 0 | Ischia Isolaverde | Stadio Renato Curi\| Arbitro: \| Conocchiari (Macerata) \| |
| Arbitro:                                              | Conocchiari (Macerata) |       |                   |                                                            |

| Arbitro: | Risetti |

|                         |           |                 |
| Coppola 17’ Martini 55’ | Marcatori | 70’ Impagliazzo |

| Ischia 30 dicembre 1989, ore 14:30 CEST 15ª giornata | Ischia Isolaverde   | 0 – 0 | Sambenedettese | Stadio Vincenzo Mazzella\| Arbitro: \| Franceschini (Bari) \| |
| Arbitro:                                             | Franceschini (Bari) |       |                |                                                               |

| Arbitro: | Capovilla |

|            |           |  |
| Spilli 72’ | Marcatori |  |

| Arbitro: | Rossignoli |

|           |           |  |
| Fusco 26’ | Marcatori |  |

#### Girone di ritorno
| Arbitro: | Destro (Genova) |

|                     |           |                                |
| 24’ Impagliazzo (r) | Marcatori | 26’ Doto (r) 90’ Sciannimanico |

| Brindisi 4 febbraio 1990, ore 14:30 CEST 2ª giornata | Brindisi        | 0 – 0 | Ischia Isolaverde | Stadio Franco Fanuzzi\| Arbitro: \| Bettin (Padova) \| |
| Arbitro:                                             | Bettin (Padova) |       |                   |                                                        |

| Arbitro: | Scardia (Lecce) |

|  |           |              |
|  | Marcatori | 15’ Tomasoni |

| Arbitro: | Masulli |

|                                 |           |  |
| Palmisano 67’ 86’ Zaffaroni (r) | Marcatori |  |

| Arbitro: | Cesari (Genova) |

|  |           |                  |
|  | Marcatori | 55’ Della Monica |

| Arbitro: | Bizzotto (Castelfranco Veneto) |

|          |           |  |
| Susi 70’ | Marcatori |  |

| Arbitro: | Rocchi |

|                 |           |                        |
| Impagliazzo 57’ | Marcatori | 26’, 84’, 88’ Cipriani |

| Arbitro: | Conocchiari (Macerata) |

|  |           |                                          |
|  | Marcatori | 15’ Piccinno 54’ Solfrini, 85’ Ravanelli |

| Arbitro: | Fiori (Ravenna) |

|                                            |           |  |
| D'Ignazio 45’ Giacchetta, 83’ Gridelli 68’ | Marcatori |  |

| Arbitro: | Brasca (Busto Arsizio) |

|            |           |                      |
| Fabris 35’ | Marcatori | 16’ Biffi 47’ Auteri |

| Arbitro: | Carozzi |

|           |           |  |
| Russo 71’ | Marcatori |  |

| Pozzuoli 29 aprile 1990, ore 16:00 CEST 12ª giornata | Campania Puteolana | 0 – 0 | Ischia Isolaverde | Stadio Domenico Conte\| Arbitro: \| Gazzetta \| |
| Arbitro:                                             | Gazzetta           |       |                   |                                                 |

| Arbitro: | Braschi (Prato) |

|                                     |           |                                   |
| Tappi 32’ Bia (aut), 60’ Fabris 35’ | Marcatori | 18’, 73’ Fermanelli 48’ Valentini |

| Ischia 13 maggio 1990, ore 16:00 CEST 14ª giornata | Ischia Isolaverde | 0 – 0 | Fidelis Andria | Stadio Vincenzo Mazzella\| Arbitro: \| Cavanna (Roma) \| |
| Arbitro:                                           | Cavanna (Roma)    |       |                |                                                          |

| Arbitro: | Capovilla |

|            |           |  |
| Fanesi 12’ | Marcatori |  |

| Ischia 27 maggio 1990, ore 16:00 CEST 16ª giornata | Ischia Isolaverde | 0 – 0 | Siracusa | Stadio Vincenzo Mazzella\| Arbitro: \| Scarcelli (Paola) \| |
| Arbitro:                                           | Scarcelli (Paola) |       |          |                                                             |

| Arbitro: | Salerno (Acireale) |

|                                  |           |  |
| 4’ Veronici (aut) 88’ Talevi (r) | Marcatori |  |

## Statistiche
Statistiche aggiornate al 25 ottobre 2011

### Statistiche di squadra
| Competizione | Punti | In casa | In casa | In casa | In casa | In casa | In casa | In trasferta | In trasferta | In trasferta | In trasferta | In trasferta | In trasferta | Totale | Totale | Totale | Totale | Totale | Totale | DR  |
| Competizione | Punti | G       | V       | N       | P       | Gf      | Gs      | G            | V            | N            | P            | Gf           | Gs           | G      | V      | N      | P      | Gf     | Gs     | DR  |
| ------------ | ----- | ------- | ------- | ------- | ------- | ------- | ------- | ------------ | ------------ | ------------ | ------------ | ------------ | ------------ | ------ | ------ | ------ | ------ | ------ | ------ | --- |
| Serie C2     | 18    | 17      | 2       | 8       | 7       | 15      | 21      | 17           | 0            | 6            | 11           | 3            | 19           | 34     | 2      | 14     | 18     | 18     | 40     | -22 |
| Coppa Italia | -     | 3       | 0       | 2       | 1       | 2       | 4       | 3            | 0            | 1            | 2            | 1            | 5            | 6      | 0      | 1      | 3      | 3      | 9      | -6  |
| Totale       | -     | 20      | 2       | 10      | 8       | 17      | 25      | 20           | 0            | 7            | 13           | 4            | 24           | 40     | 2      | 15     | 21     | 21     | 49     | -28 |

### Statistiche dei giocatori
| Giocatore       | Serie C1 | Serie C1 | Coppa Italia | Coppa Italia | Altro    | Altro | Totale   | Totale |
| Giocatore       | Presenze | Reti     | Presenze     | Reti         | Presenze | Reti  | Presenze | Reti   |
| --------------- | -------- | -------- | ------------ | ------------ | -------- | ----- | -------- | ------ |
| R. Acone        | 10       | 0        | -            | -            | -        | -     | 10       | 0      |
| E. Affuso       | 26       | 0        | -            | -            | -        | -     | 26       | 0      |
| R. Barrella     | 27       | 0        | -            | -            | -        | -     | 27       | 0      |
| P. Casale       | 29       | 3        | -            | -            | -        | -     | 29       | 3      |
| Collina         | 4        | 0        | -            | -            | -        | -     | 4        | 0      |
| A. Cracchiolo   | 23       | 0        | -            | -            | -        | -     | 23       | 0      |
| M. Croce        | 9        | 0        | -            | -            | -        | -     | 9        | 0      |
| C. De Siato     | 10       | 0        | -            | -            | -        | -     | 10       | 0      |
| E. Di Baia      | 28       | 0        | -            | -            | -        | -     | 28       | 0      |
| V. Di Maio      | 1        | 0        | -            | -            | -        | -     | 1        | 0      |
| A. Efficie      | 34       | -40      | -            | -            | -        | -     | 34       | -40    |
| F. Fabris       | 32       | 3        | -            | -            | -        | -     | 32       | 3      |
| V. Fusco        | 26       | 2        | -            | -            | -        | -     | 26       | 2      |
| G. Guida        | 1        | 0        | -            | -            | -        | -     | 1        | 0      |
| F. Impagliazzo  | 30       | 5        | -            | -            | -        | -     | 30       | 5      |
| G. Martusciello | 20       | 0        | -            | -            | -        | -     | 20       | 0      |
| G. Monti        | 33       | 0        | -            | -            | -        | -     | 33       | 0      |
| A. Pace         | 18       | 2        | -            | -            | -        | -     | 18       | 2      |
| P. Puzone       | 12       | 0        | -            | -            | -        | -     | 12       | 0      |
| L. Riccio       | 2        | 0        | -            | -            | -        | -     | 2        | 0      |
| A. Ruvo         | 4        | 0        | -            | -            | -        | -     | 4        | 0      |
| A. Silvitelli   | 5        | 0        | -            | -            | -        | -     | 5        | 0      |
| D. Tappi        | 23       | 1        | -            | -            | -        | -     | 23       | 1      |
| E. Turcheschi   | 2        | 0        | -            | -            | -        | -     | 2        | 0      |
| G. Venticinque  | 3        | 0        | -            | -            | -        | -     | 3        | 0      |
| A. Veronici     | 28       | 0        | -            | -            | -        | -     | 28       | 0      |